# Tracked by the Police
Pour plus de détails, voir Fiche technique et Distribution.
Tracked by the Police est un film muet américain réalisé par Ray Enright, sorti en 1927, et mettant en scène le chien Rintintin. Le succès commercial du film a permis à la Warner d'investir dans le procédé Vitaphone.

## Synopsis
En Arizona, deux compagnies rivales essayent d'obtenir un contrat pour construire un barrage. La compagnie ayant perdu le contrat essaie de saboter le barrage, mais Bob Owen et son chien berger allemand réussissent à sauver le barrage.

## Fiche technique
- Réalisation : Ray Enright
- Scénario : John Grey  d'après Gregory Rogers de Darryl F. Zanuck
- Photographie : Edwin B. DuPar
- Montage : Owen Marks
- Genre : Mélodrame[2]
- Production : Warner Bros.
- Durée : 6 bobines[3]
- Date de sortie : 
  - États-Unis : 7 mai 1927

## Distribution
- Rintintin : Satan
- Jason Robards Sr. : Bob Owen
- Virginia Brown Faire : Marcella Bradley
- Tom Santschi : "Sandy" Sturgeon
- Nanette the Dog : la chienne
- Dave Morris : "Wyoming" Willie
- Theodore Lorch : "Bull" Storm
- Wilfrid North : Tom Bradley
- Ben Walker : Crook

## Bibliograhie
- Thomas S. Hischak, 1927: A Day-by-Day Chronicle of the Jazz Age's Greatest Year, 2019 (ISBN 9781538112786, lire en ligne)